# Oriòlids

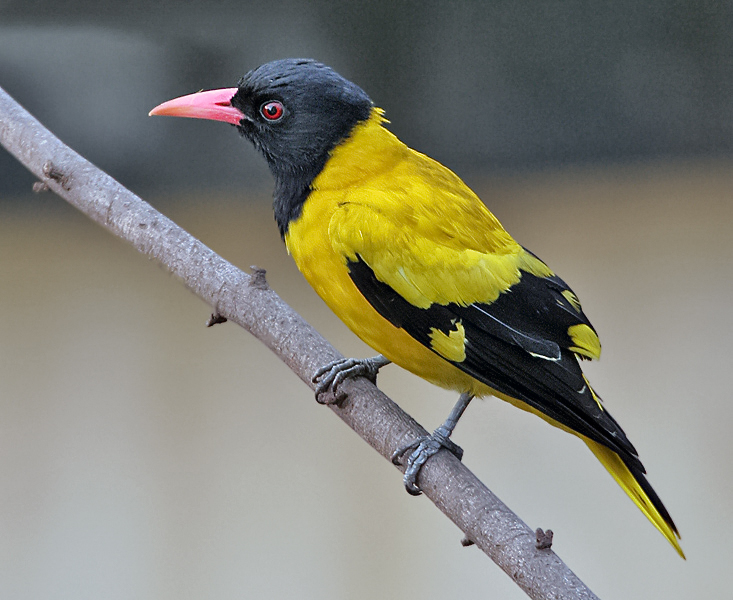
Oriolus xanthornus fotografiat a Calcuta (Bengala Occidental, Índia).

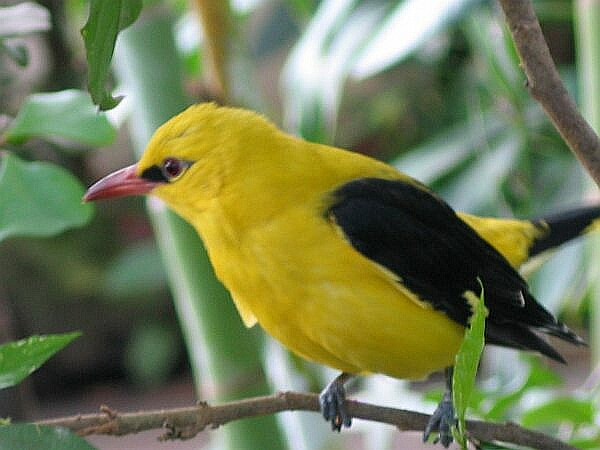
Oriol (Oriolus oriolus)

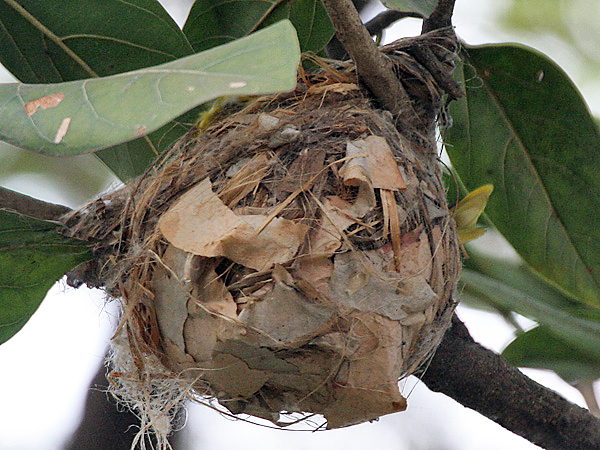
Niu d'Oriolus xanthornus fotografiat a Calcuta (Bengala Occidental, Índia).

Els oriòlids (Oriolidae) són una família d'ocells de l'ordre dels passeriformes. L'oriol n'és l'únic representant als Països Catalans.

## Morfologia
- Entre 20 i 30 cm de llargària.
- Bec fort, de forma cònica, amb un petit ganxo a l'extrem.
- Ales llargues i punxegudes.
- Tarsos curts.
- Presenten dimorfisme sexual (els mascles llueixen colors més vius que les femelles).
- Tenen 10 rèmiges primàries i 12 rectrius.

## Reproducció
Construeixen el niu obert i suspès com una hamaca entre dues branques.

## Alimentació
Mengen insectes i fruites.

## Hàbitat
Habiten selves i boscos.

## Distribució geogràfica
Viuen a Euràsia, Àfrica i Oceania.

## Costums
Són exclusivament arborícoles.

## Gèneresiespècies
Se n'han descrit 38 espècies en 4 gèneres:
- Gènere Turnagra, amb dues espècies extintes.
- Gènere Sphecotheres, amb tres espècies.
- Gènere Pitohui, amb 4 espècies.
- Gènere Oriolus, amb 29 espècies.